# Teluk Schomburgk
Die Schomburgk Bay (malaiisch Teluk Schomburgk) ist eine Bucht an der Nordküste der Insel Borneo. Sie gehört zum malaysischen Bundesstaat Sabah und öffnet sich zur Sulusee. Verwaltungstechnisch gehört sie zum Distrikt Beluran in der Sandakan Division.

## Geografie
Die Bucht umfasst eine Fläche von ca. 100 km². Die zum Festland gehörende Küstenlinie ist dicht mit Mangrovensümpfe bewaldet. Die Nordseite der Bucht wird durch die Insel Jambongan Island begrenzt. Eine schmale Wasserstraße, die jedoch wegen der geringen Wassertiefe nicht für die reguläre Schifffahrt geeignet ist, verbindet die Bucht mit der Paitan Bay.

## Geschichte
Die Bucht wurde offensichtlich nach Carl Schomburgk, einem Geschäftspartner von William Clarke Cowie benannt. Cowie stand ab 1872 in einer Geschäftsbeziehung mit dem Sultan von Sulu (er schmuggelte für ihn Waffen durch die spanische Seeblockade) und hatte im gleichen Jahr mit Schomburgk und Ross die Labuan Trading Company gegründet. Der Name Schomburgk Bay findet sich erstmals auf einer von der North Borneo Chartered Company herausgegebenen Karte von Britisch-Nordborneo aus dem Jahr 1899.